# Typhlacontias johnsonii
Typhlacontias johnsonii là một loài thằn lằn trong họ Scincidae. Loài này được Andersson mô tả khoa học đầu tiên năm 1916.